# 阿馬達鎮區 (內布拉斯加州水牛縣)
阿馬達鎮區（英語：Armada Township）是位於美國內布拉斯加州水牛縣的一個行政鎮區。

## 地方資料
阿馬達鎮區的面積為91.72平方千米，當中陸地面積為91.64平方千米，而水域面積為0.08平方千米。根據2020年美國人口普查的數據，當地共有人口264人，而人口密度為每平方千米2.88人。